# Radivoj Krivokapić
Radivoj Krivokapić, slovenski rokometaš, * 11. september 1953, Senta, † november 2024.
Leta 1976 je na poletnih olimpijskih igrah v Montrealu v postavi jugoslovanske rokometne reprezentance osvojil peto mesto.